# Pitcairn XO-61
El Pitcairn XO-61 fue un autogiro estadounidense diseñado por Pitcairn Aircraft, en los años 40 del siglo XX.

## Diseño y desarrollo
Uno de los últimos autogiros producidos, en competición con el Kellett YO-60 y el Sikorsky R-4, fue víctima de los problemas de refrigeración de su motor trasero y la llegada del helicóptero, con su habilidad de permanecer en vuelo estacionario.
También conocido por el número de modelo de la compañía PA-44 y la designación de contrato MX-157, el contrato del XO-61 fue asumido por Autogiros, Gliders and Airplanes (AGA) tras la adquisición de Pitcairn Aircraft.
Desarrollado en 1943, tenía un tren de aterrizaje triciclo y asientos en tándem para dos tripulantes. El motor Jacobs R-915A3 de 300 hp (o R-915A4 de 325 hp) propulsaba una hélice de velocidad constante con un ajuste de paso bajo que favorecía el giro del rotor. Este último tenía originalmente un diámetro de 12,8 m, más tarde aumentado a 14,63 m, con un perfil de pala de la serie NACA 230. Además de una célula de pruebas estáticas, se ordenaron seis aparatos XO-61, orden que luego se redujo a uno solo, que recibió la matrícula 42-13611. Los restantes debían ser suministrados como YO-61 de pruebas de servicio (42-13612/13616), pero el contrato se canceló cuando solo se habían construido los dos primeros aparatos. El modelo no llegó a entrar de servicio, debido a problemas de ingeniería (que incluían resonancia terrestre, que se decía que era debida a amortiguadores defectuosos, y a dificultades de refrigeración del motor), a retrasos en la fabricación (AGA estaba preocupada por su participación en el programa del planeador de transporte de tropas Waco CG-4A Hadrian), y a la aparición de los primeros helicópteros de producción, en forma del Sikorsky R-4, que entró en servicio a principios de 1944.
En el mismo año, Firestone absorbió a AGA, que utilizó la experiencia del proyecto para crear un helicóptero ligero XR-9.

## Variantes
PA-44
Designación interna de la compañía.
XO-61
Prototipos, dos construidos (uno para pruebas estáticas, el otro con matrícula 42-13611).
YO-61
Designación prevista para cinco aparatos de pruebas de servicio, no construidos.

## Operadores
Estados Unidos
- Fuerzas Aéreas del Ejército de los Estados Unidos

## Especificaciones

### Características generales
- Tripulación: Dos
- Longitud: 8,7 m (28,5 ft)
- Diámetro rotor principal: 14,6 m (48 ft)
- Peso máximo al despegue: 1378 kg (3037,1 lb)
- Planta motriz: 1× motor radial de siete cilindros refrigerado por aire Jacobs R-915A4.
  - Potencia: 250 kW (345 HP; 340 CV)

### Rendimiento
- Velocidad máxima operativa (Vno): 165 km/h (103 MPH; 89 kt)
- Velocidad crucero (Vc): 130 km/h (81 MPH; 70 kt)
- Velocidad de entrada en pérdida (Vs): 46 km/h (29 MPH; 25 kt)

## Aeronaves relacionadas

### Aeronaves similares
- Kellett YO-60
- Sikorsky R-4

### Secuencias de designación
- Secuencia PA-_ (interna de Pitcairn): ← PA-36 - PA-38 - PA-39 - PA-44
- Secuencia O-_ (Aviones de Observación del USAAC/USAAF, 1924-1942): ← O-58 - O-59 - O-60 - O-61 - O-62 - O-63